# Seezielflugkörper

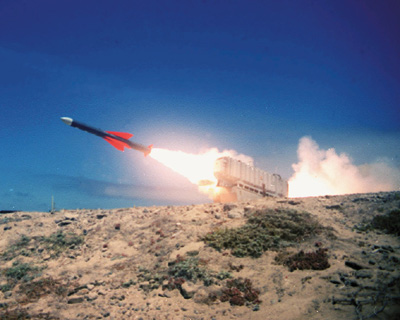
Seezielflugkörper Exocet

Ein Seezielflugkörper ist ein Lenkflugkörper (englisch: Anti Ship Missile; ASM/AShM) zur Bekämpfung von Schiffen oder anderen maritimen Zielen. Der Begriff Antischiffsrakete oder Antischiffrakete bezieht sich auf Flugkörper mit Raketenantrieb, der bei den meisten Modellen eingesetzt wird.

## Typen
Seezielflugkörper können anhand verschiedener Merkmale unterschieden werden. Zum einen werden sie aufgrund ihrer Flugprofile klassifiziert. Dort unterscheidet man zwischen Sea-Skimmern, die das Ziel dicht über der Wasseroberfläche anfliegen und dadurch erst spät geortet werden können, und Divern, die das angegriffene Schiff aus großer Höhe anfliegen und dann im Endanflug auf das Ziel hinabtauchen (engl. dive = tauchen, hechten). Weiter existieren ballistische Seezielflugkörper (engl. Anti-ship ballistic missile). Dies sind ballistische Raketen, welche über ein Endphasen-Lenksystem verfügen. Dieses steuert die Rakete im Zielendanflug selbstständig auf das Schiffziel zu.
Des Weiteren unterscheidet man zwischen Kurzstrecken-, Mittelstrecken- und Langstrecken-Seezielflugkörpern, wobei es keine genaue Reichweitengrenzen für diese Kategorien gibt. Als Antriebsformen kommen der Rückstoßantrieb (Raketenantrieb) oder Strahltriebwerke (Turbojet oder Staustrahltriebwerk) zum Einsatz.
Eine weitere Klassifizierung erfolgt nach der Abschussplattform. Seezielflugkörper können von Flugzeugen, Schiffen, U-Booten und von Land aus eingesetzt werden. Landgestützte Flugkörper werden als Küstenflugkörper oder Küstenraketen bezeichnet, englisch coastal missiles.

## Aufbau

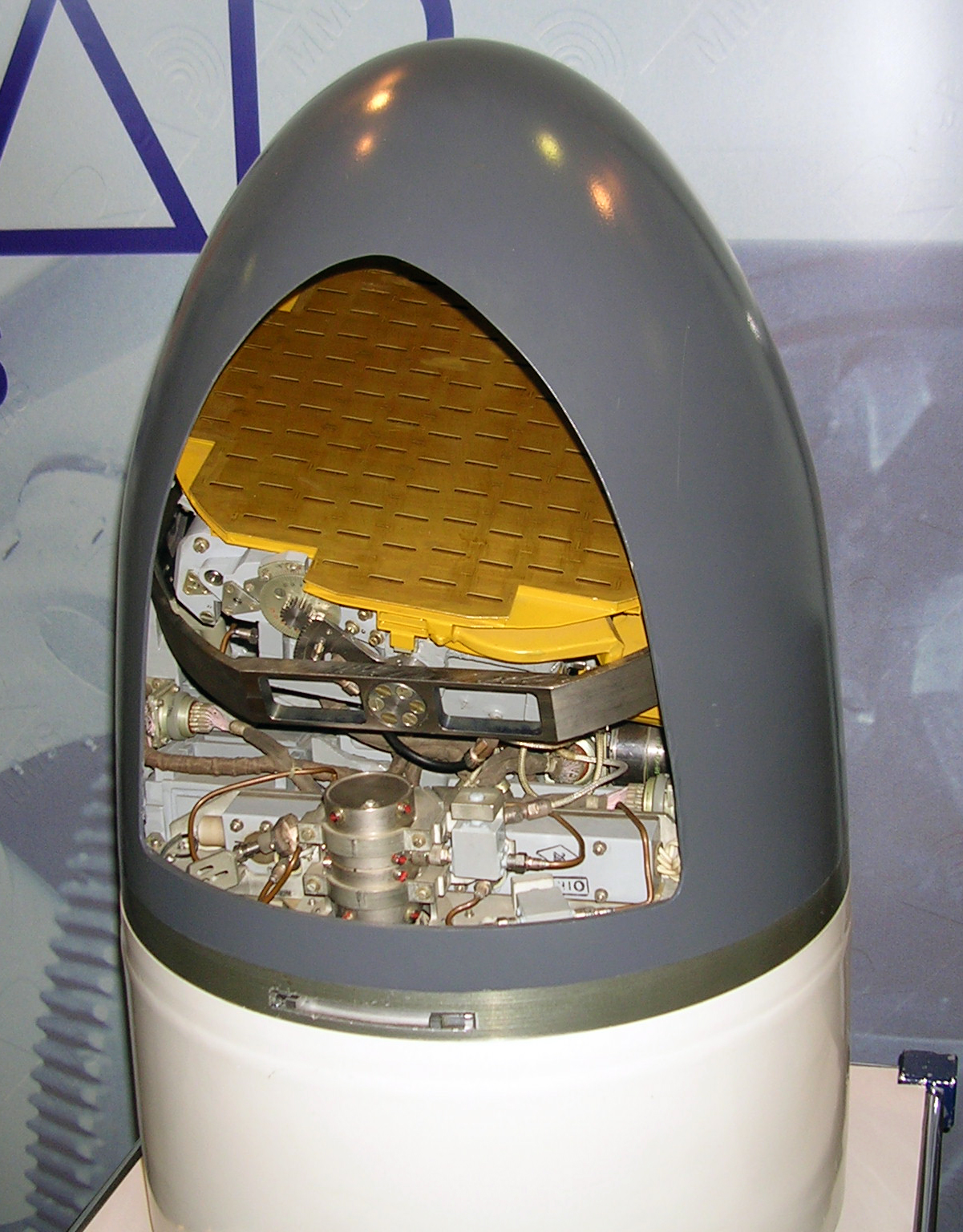
Aktiver Radarzielsuchkopf einer russischen SS-N-25 Switchblade

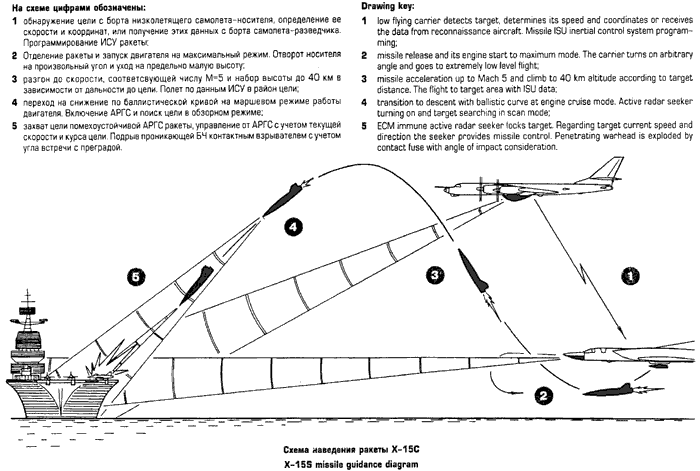
Flugbahn einer Ch-15S gegen Flugzeugträger

Ein Seezielflugkörper besteht im Wesentlichen aus den folgenden Komponenten:
- Aerodynamisch gestaltete Hülle mit Steuer- und Stabilisierungsflächen, bei manchen Typen auch Tragflächen
- Antrieb
- Suchkopf und Steuerung
- Sprengkopf in verschiedenen Versionen
- Elektronische Störeinrichtungen

Die meisten Seezielflugkörper besitzen ein Feststoffraketentriebwerk, teils wird auch ein Strahltriebwerk eingesetzt, als Turbojet oder auch Staustrahltriebwerk, das höhere Treibstoffeffizienz und damit höhere Reichweite ermöglicht. Flugkörper, die nicht von Luftfahrzeugen aus eingesetzt werden, besitzen dann meist noch Raketenbooster als Starthilfe. Antriebslose Seezielflugkörper sind heute nicht mehr üblich.
Seezielflugkörper können über Funk, einen Draht oder ein Lichtwellenleiterkabel ferngelenkt werden. Üblicherweise besitzen sie jedoch einen Suchkopf, der die Waffe selbstständig ins Ziel steuern kann. Suchköpfe moderner Seezielflugkörper besitzen meist aktives oder passives Radar oder passive Infrarotsensoren.
Beim aktiven Radar befindet sich das vollständige Radargerät (Sender/Empfänger) im Flugkörper. Bei passiven Radargeräten besitzt der Flugkörper nur einen Radarempfänger, das Ziel muss also während des Anflugs von einem separaten Radargerät angestrahlt oder „beleuchtet“ bleiben. Vorteile dabei sind die geringeren Kosten, die Einfachheit und die geringe Größe des Suchkopfes. Außerdem sendet der Flugkörper selbst keine Radarstrahlen aus, so dass er vom Ziel schwerer geortet werden kann. Rein passive Suchköpfe auf Radarbasis werden aber recht selten gegen Schiffe eingesetzt.
Infrarotsensoren erfassen die Wärmestrahlung, die von einem Schiff ausgeht, durch Abgase, durch die Sonne aufgeheizte Decks oder heiße Waffensysteme. Modernere Suchköpfe erfassen die Konturen des Ziels, welche sie teils mit einer Datenbank abgleichen. Auch die elektromagnetische Strahlung, die das Schiff selbst aussendet, kann angepeilt werden. Dies wird bei sehr störfesten Suchköpfen dazu benutzt, bei aktiver Störung des Radarsuchkopfes durch Elektronische Gegenmaßnahmen die Quelle der Störung anzupeilen. Daneben ist der Einsatz von bildverarbeitenden Systemen möglich.
Langstreckenflugkörper wie die US-amerikanische BGM-109 Tomahawk besitzen außerdem Navigationssysteme wie Trägheitsnavigation oder GPS, mit deren Hilfe der Flugkörper das Zielgebiet ansteuern kann, bevor der Suchkopf das eigentliche Ziel erfasst.
Die Sprengköpfe sind überwiegend mit konventionellem Sprengstoff bestückt, können aber, wie beim russischen SS-N-19-System, auch mit nuklearen Gefechtsköpfen bestückt werden.
Elektronische Störeinrichtungen des Flugkörpers dienen gegebenenfalls dazu, die Feuerleitsysteme des angegriffenen Schiffes zu stören und so die Abwehr des Flugkörpers zu erschweren.

## Geschichte
Bereits 1918 wurden mit dem Zeppelin LZ 80/L35 Versuche unternommen, mit Tragflächen ausgerüstete Torpedos via Kabelsteuerung in Richtung von Schiffen zu steuern und diese dann vor dem Schiff ins Wasser zu lenken (Siemens Torpedogleiter bzw. Torpedobomber).
Als bewegliche Ziele sind Schiffe besonders schwer zu treffen. Aus großer Entfernung abgefeuerte Granaten oder aus großer Höhe abgeworfene Bomben lassen dem Schiff Zeit für Ausweichmanöver. Die Seezielbekämpfung aus der Luft stützte sich im Zweiten Weltkrieg daher vor allem auf Torpedo- und Sturzkampfflugzeuge. Da aber die Flugabwehr auf den Schiffen immer mehr verstärkt und auch effektiver wurde, suchte man nach Möglichkeiten, die Waffen zwar ins Ziel zu lenken, dabei aber die sie einsetzenden Fahrzeuge und Soldaten außerhalb der Reichweite der gegnerischen Flak zu halten.
Einer der ersten erfolgreichen Seezielflugkörper war die deutsche Fritz X. Es handelte sich im Wesentlichen um eine mit kurzen Stummelflügeln, einem Leitwerk und einer Fernsteuerung ausgestattete schwere Sprengbombe ohne Antrieb. Sie war damit auch einer der ersten Vorläufer der heutigen Smart Bombs. Mit dieser Waffe wurden am 9. September 1943 das italienische Schlachtschiff Roma versenkt sowie mindestens sechs weitere Schiffe versenkt oder beschädigt.
Die deutsche Henschel Hs 293 war ebenfalls eine ferngesteuerte Bombe. Im Gegensatz zur X-1 hatte sie aber vollwertige Tragflächen, wodurch sie praktisch zu einem Segelflugzeug wurde. Die Hs 293 hatte auch einen kleinen Raketenmotor, der jedoch nur dazu diente, die Bombe nach dem Abwurf vor das Trägerflugzeug und somit in das Blickfeld des Bombenschützen zu bringen. Auf ihr Konto gingen mindestens 31 versenkte oder beschädigte Schiffe. Eine Version mit einer Fernsehkamera in der Spitze war in Arbeit, kam aber wegen technischer Probleme nicht mehr zum Einsatz.
Auch nennenswert ist der Einsatz der US-amerikanischen BAT-Gleitbombe (ASM-N2,SWOD Mk.9) im Frühjahr 1945, die radargelenkt einen japanischen Zerstörer auf 32 Kilometer Entfernung traf.

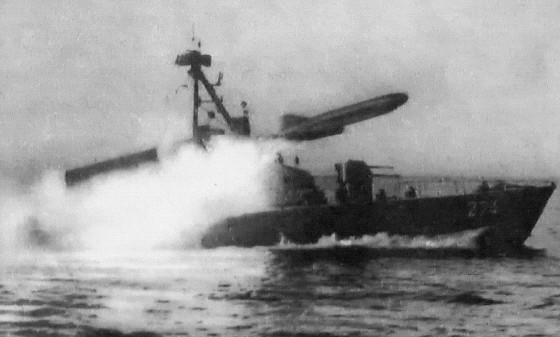
Start einer SS-N-2 „Styx“ von einem polnischen Schnellboot der Komar-Klasse

Nach dem Zweiten Weltkrieg galt die Priorität bei der Entwicklung von seegestützten Flugkörpern zunächst Angriffen auf Landziele. Ein Beispiel hierfür ist der amerikanische SSM-N-8A Regulus. Mit steigender Genauigkeit konnten diese dann auch gegen Schiffe verwendet werden. So existierte beispielsweise vom sowjetischen Typen P-5 Pitjorka zunächst eine Version zum Angriff auf Landziele und später als Variante zum Einsatz gegen Seeziele. Typischerweise waren die meisten dieser frühen Seezielflugkörper als Marschflugkörper ausgelegt und damit von der Konstruktion her Flugzeugen ähnlicher als Raketen. Ein Extremfall hierbei war die sowjetische KS-1, bei der es sich um eine Ableitung aus dem Jagdflugzeug MiG-15 handelte.
Ab den 1960er-Jahren war die Sowjetunion bei der Entwicklung von Seezielflugkörpern führend, was auch mit der an die Jeune École angelehnten Doktrin der Roten Flotte einherging. Die Entwicklung von zuverlässigen Modellen wie der P-15 Termit ermöglichte den Aufbau einer großen Flotte von kleinen Flugkörperschnellbooten und taktisch einsetzbaren Raketen-U-Booten (SSG bzw. SSGN), welche die sowjetische Marineführung als probates Gegenmittel zu den ihrerzeit als „kapitalistisch“ betrachteten Großkampfschiffen (vor allem Flugzeugträger) der US Navy erachtete. Neben den seegestützten Flugkörpern wurden auch leistungsfähige Flugkörper zum Einsatz von Langstreckenbombern wie der Tupolew Tu-16 entwickelt; Paradebeispiel hierfür ist die 1964 eingeführte Ch-22 Burja mit einer Reichweite von 500 km und einer Höchstgeschwindigkeit von Mach 3,4. Bei Änderung der erwähnten Doktrin hin zum Bau einer Hochseeflotte nutzte die Sowjetunion aber den technologischen Vorteil für den Bau großer Raketenkreuzer.
In den westlichen Staaten wurde die Entwicklung von Seezielflugkörpern im gleichen Zeitraum eher stiefmütterlich behandelt. Vorrang in der Flugkörperentwicklung hatten taktisch einsetzbare Luft-Boden-Raketen, und so handelte es sich auch bei Typen wie der französischen AS.12 oder der schwedischen RB 04 um verhältnismäßig leichte Waffen mit kurzer Reichweite und teilweise noch auf manueller Funkfernsteuerung basierenden Lenkungen. Den sowjetischen Typen vergleichbare Raketen wurden erst in den 1970er-Jahren mit der amerikanischen AGM-84 Harpoon und der französischen Exocet eingeführt.
Der erste erfolgreiche Angriff mit einer Anti-Schiff-Rakete im heutigen Sinne erfolgte am 21. Oktober 1967. Der israelische Zerstörer Eilat (ex-HMS Zealous) wurde von ägyptischen Komar-Schnellbooten aus großer Entfernung mit vier SS-N-2-Raketen (NATO-Codename: „Styx“) angegriffen und versenkt. Danach wurden weltweit die Entwicklungsbemühungen von Seezielflugkörpern verstärkt. Weitere Verwendung fanden Seezielflugkörper im Bangladesch-Krieg 1971, als Osa-Schnellboote der indischen Marine mit Styx-Flugkörpern den pakistanischen Hafen Karatschi angriffen. Dabei wurden mehrere ankernde Schiffe und Einrichtungen an Land zerstört, ebenso gelang es, den Zerstörer Khaibar (ex-HMS Cadiz) sowie das Frachtschiff Venus Challenger auf See zu versenken.
Zum ersten direkten Aufeinandertreffen von mit Seezielflugkörpern bewaffneten Schiffen kam es am 7. Oktober 1973 während des Jom-Kippur-Krieges in der Schlacht von Latakia. Hierbei trafen fünf israelische Flugkörperschnellboote und fünf syrische, darunter drei Flugkörperschnellboote sowjetischer Bauart, aufeinander. Die israelischen Schnellboote konnten sich mit Radartäuschkörpern und aktiven Maßnahmen elektronischer Kampfführung dem syrischen Angriff durch SS-N-2-Flugkörper größerer Reichweite entziehen, dann aufschließen und ihrerseits mit Raketen des Typs Gabriel alle feindlichen Boote versenken.

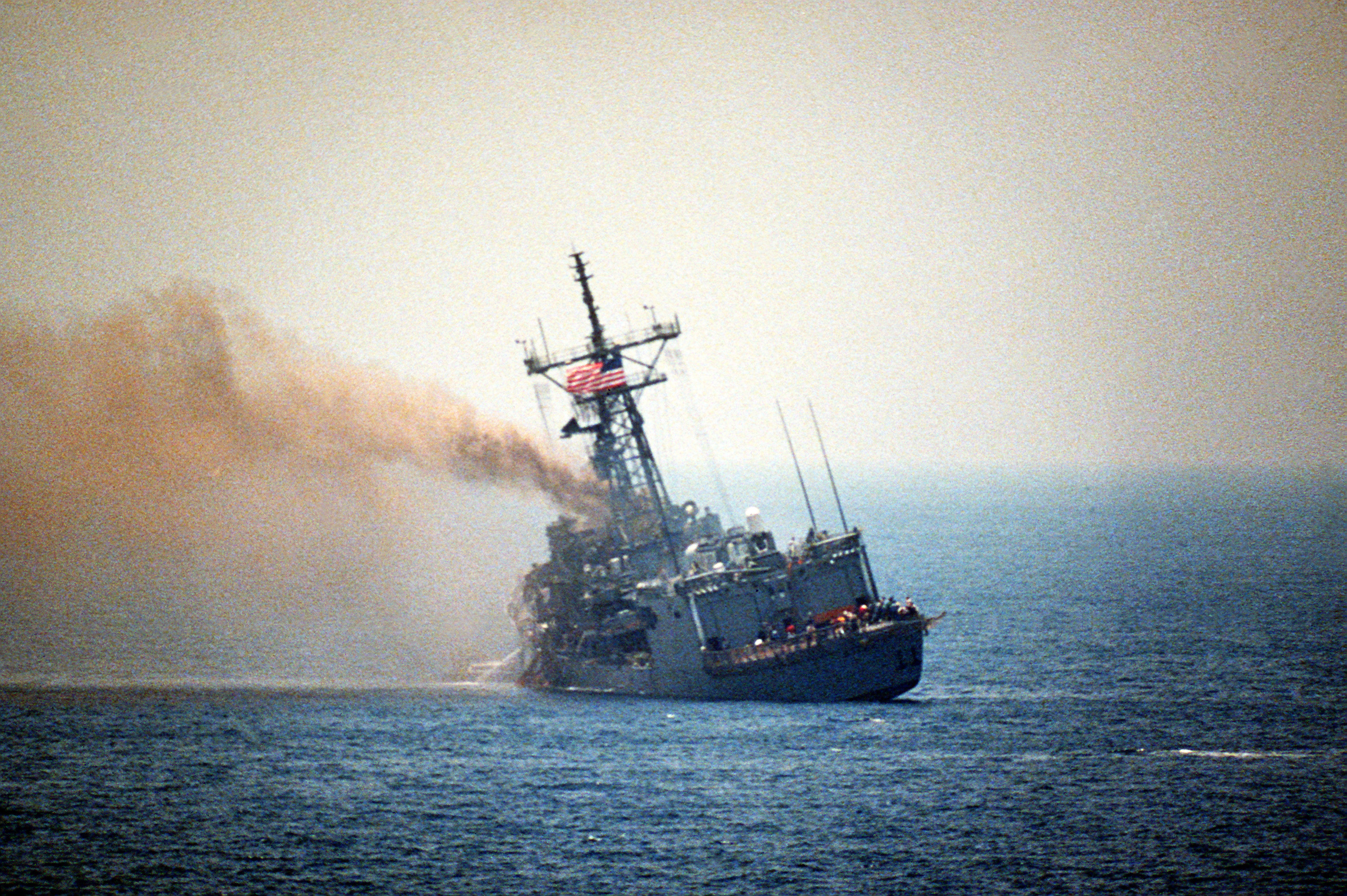
USS Stark mit Schlagseite nach dem Einschlag einer Exocet

Im Falklandkrieg wurden zwei britische Einheiten durch französische Exocet-Raketen der argentinischen Luftwaffe versenkt, darunter die Sheffield.
Der Irak-Iran-Krieg (1980–1988) stellt die militärische Auseinandersetzung dar, bei der bislang die meisten Seezielflugkörper eingesetzt wurden. Auf irakischer Seite fanden dabei französische Exocet-Raketen und auf iranischer Seite sowjetische SS-N-2 sowie deren chinesische Nachbauten CSS-N-2 „Silkworm“ Verwendung. Hauptsächliche Ziele waren die Ölbohrinseln des Gegners und internationale Tanker (Tankerkrieg). Aufgrund der Gefahren durch den Beschuss erhielt unter Seeleuten die Passage zwischen dem iranischen Ölterminal auf der Insel Charg und der Straße von Hormus den Spitznamen „Exocet Alley“. Nach heutigen Schätzungen wurden mindestens bei der Hälfte der 546 Angriffe auf zivile Schiffe, die das Leben von 430 Besatzungsmitgliedern forderten, Seezielflugkörper eingesetzt. Neben zahlreichen Tankern wurde am 17. Mai 1987 auch die US-Fregatte Stark von einer irakischen Mirage mit zwei Exocet beschossen. 37 Besatzungsmitglieder starben bei dem Angriff und das Schiff wurde stark beschädigt, konnte aber von der Besatzung gerettet werden. Die Reparatur kostete ungefähr 142 Millionen US-Dollar.

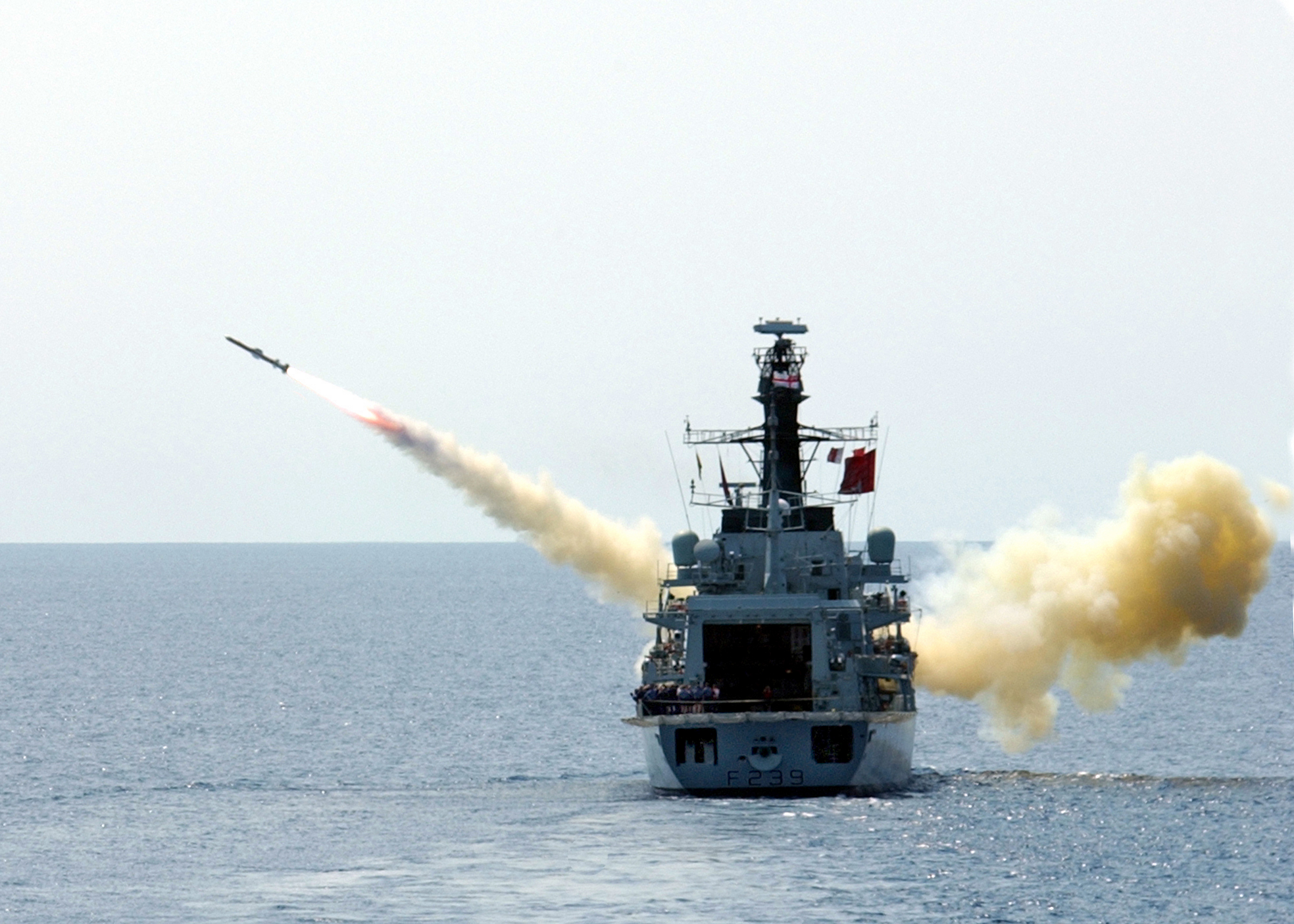
Die britische HMS Richmond (F-239) beim Start einer RGM-84 Harpoon (2002)

Der Angriff auf die Stark hatte eine verstärkte Präsenz US-amerikanischer Schiffe im Golf zur Folge, die 1988 bei der Operation Praying Mantis zum Gefecht mit der iranischen Marine kamen. Dabei verwendeten beide Seiten AGM-84 Harpoon und die Amerikaner zusätzlich die eigentlich zur Luftabwehr konzipierte Standard Missile (SM-1). Die iranischen Raketen konnten mit Täuschkörpern abgelenkt werden. Umgekehrt führten die amerikanischen Angriffe zur Versenkung von insgesamt fünf iranischen Schiffen, davon zwei direkt durch den Einsatz von Seezielflugkörpern.
Neben diesem Kriegsschauplatz hatten die USA bereits bei dem Operation Attain Document genannten Konflikt mit Libyen im Jahr 1985 Harpoon-Flugkörper verwendet. Dabei wurde eine Korvette der französischen Combattante-Klasse versenkt sowie eine weitere beschädigt und später mit Rockeye-Streubomben versenkt. Neben der Harpoon kam auch die Anti-Radar-Rakete AGM-88 HARM gegen die Schiffe zum Einsatz.
Während des Zweiten Golfkrieges feuerte der Irak zwei landgestützte SS-N-2 auf das amerikanische Schlachtschiff Missouri, die jedoch abgeschossen werden konnten.
Im Libanonkrieg 2006 feuerte die Hisbollah am 14. Juli 2006 einen Seezielflugkörper, vermutlich eine Noor, der iranische Nachbau einer C-802 (NATO: CSS-N-8 „Saccade“) chinesischer Herkunft, auf die israelische Korvette INS Hanit (Sa’ar-5-Klasse), wobei vier Seeleute getötet wurden.
Im April 2022 verkündeten die ukrainischen Streitkräfte, dass sie den russischen Lenkwaffenkreuzer Moskwa erfolgreich mit zwei Neptun-Seezielflugkörpern beschossen hätten. Das russische Verteidigungsministerium bestätigte den Angriff nicht, berichtete aber, dass das Schiff nach einem Brand gesunken ist.
Historisch bedeutsam ist die Entwicklung von Seezielflugkörpern dahingehend, dass bereits die erste Generation (SS-N-2 / P-15) traditionelle Rohrwaffen in Bezug auf Reichweite und Genauigkeit überstieg. Dies führte dazu, dass auf neueren Schiffsgenerationen nur noch verhältnismäßig leichte Geschützbewaffnung in Form von einem, höchstens zwei Geschütztürmen bis zu einem Kaliber von 130 mm (Geschütz AK-130) installiert ist. Zwischenzeitlich hatte die US Navy sogar mit der Long Beach einen ausschließlich mit Flugkörpern bewaffneten Kreuzer im Dienst. Die Notwendigkeit von Abwehrmaßnahmen gegen Flugkörper und leichten Einheiten auf kürzere Distanz haben jedoch mittlerweile zur beschriebenen minimalen Geschützbewaffnung geführt.

## Abwehr von Seezielflugkörpern

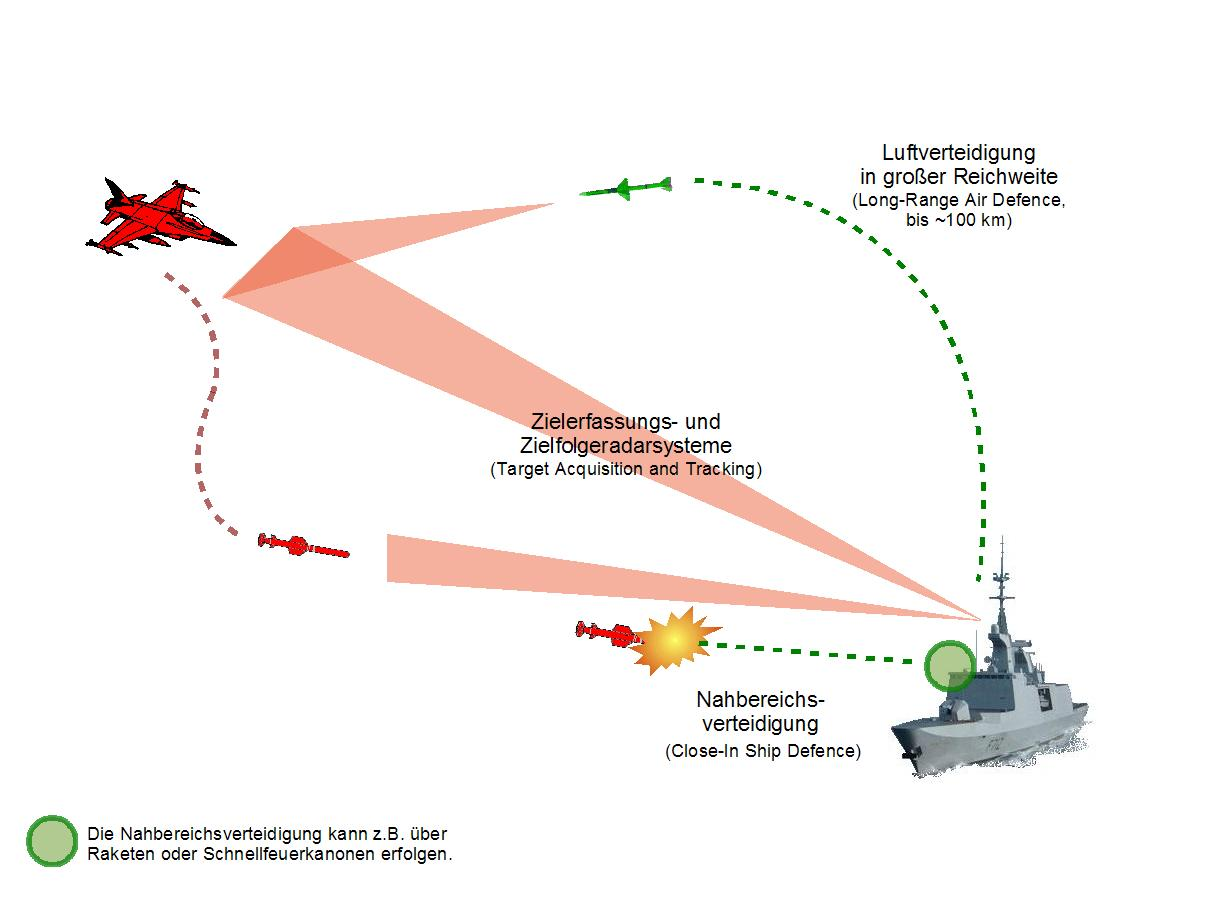
Die Luftverteidigung eines Schiffes greift auf verschiedene Waffensysteme zurück

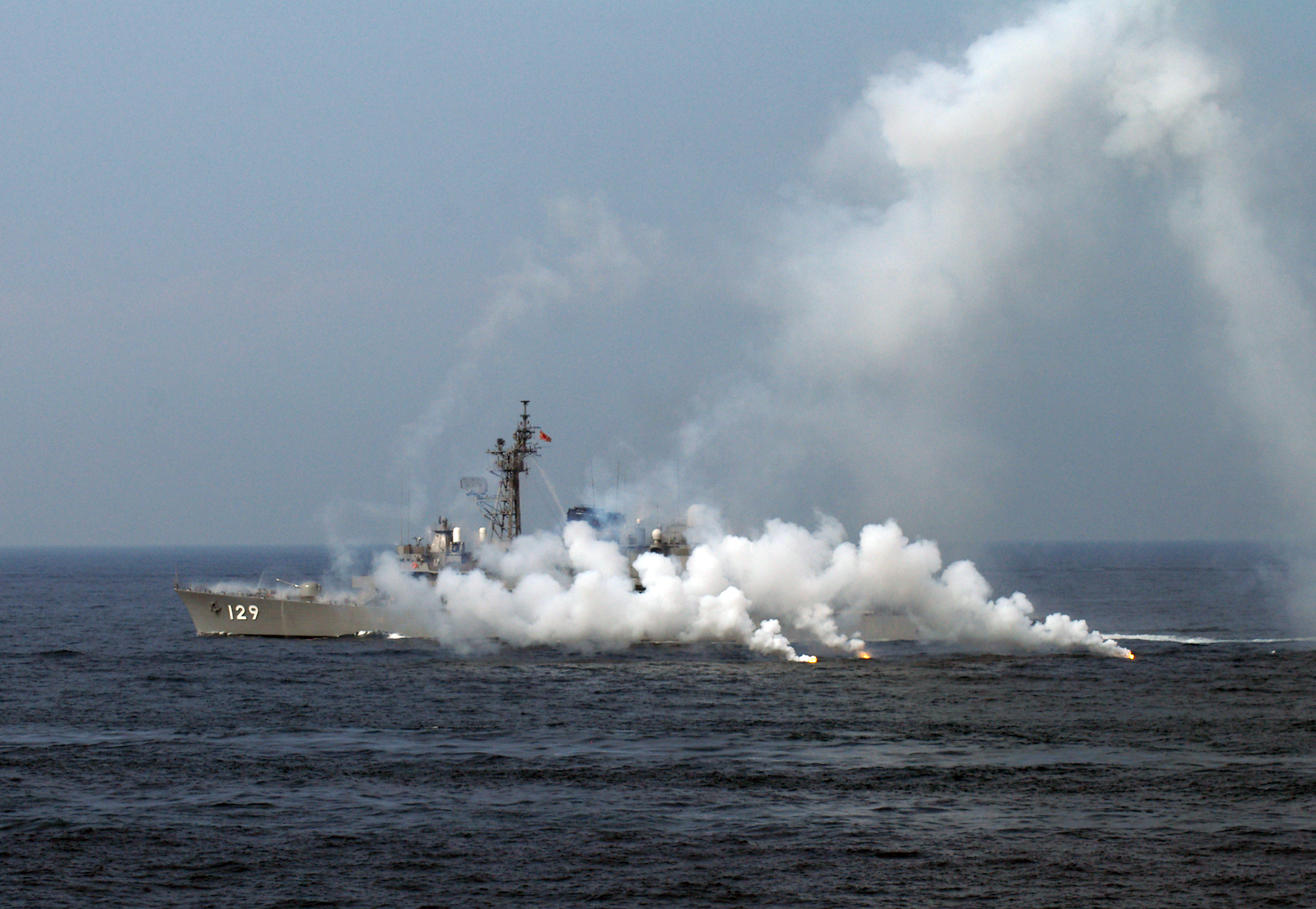
Der japanische Zerstörer Yamayuki (DD-129) (Hatsuyuki-Klasse) nach dem Ausstoß von Flares

Seezielflugkörper stellen eine enorme Bedrohung für alle militärischen und zivilen Schiffe dar. Aufgrund der hohen Geschwindigkeit moderner Flugkörper bleibt für die Abwehr nur wenig Zeit. Auch wenn der Sprengkopf beim Einschlag versagen sollte, so kann trotzdem durch den mitgeführten Treibstoff das getroffene Schiff außer Gefecht gesetzt oder sogar versenkt werden (auf diese Weise ging im Falklandkrieg die britische HMS Sheffield verloren). Daher ist die Flugkörperabwehr eine der wichtigsten und technisch anspruchsvollsten Aufgaben in der modernen maritimen Kriegsführung.
Zur aktiven Bekämpfung von Seezielflugkörpern kommen sowohl Flugabwehrraketen verschiedener Reichweite als auch Rohrwaffen (Flak) zum Einsatz. Zu den Flugabwehrraketen zählen zum Beispiel die Sea Sparrow und das RAM-System, die auf mittlere und lange Distanzen eingesetzt werden. Bei den Rohrwaffen werden als so genanntes Nahbereichsverteidigungssystem (engl.: Close-in weapon system, CIWS) für kürzere Distanzen (maximal wenige km) vor allem mittelkalibrige Schnellfeuerkanonen eingesetzt. Zur Feuerleitung werden Radargeräte eingesetzt, die auf Frequenzen im hohen GHz- bis in den THz-Bereich arbeiten und mit den so verwendeten Zentimeter- bzw. Millimeterwellen anfliegende Flugkörper erfassen können.
Der bedeutendste Vertreter ist das amerikanische Phalanx CIWS, das mit einer Gatling-Kanone ausgerüstet ist. Diese Waffen wirken allerdings nur auf sehr kurze Distanz, wodurch ein Schiff selbst bei vorzeitiger Explosion des Flugkörpers noch durch die große kinetische Energie der zahlreichen Splitter und Trümmer schwer beschädigt werden kann. Neuere CIWS-Entwicklungen zielen auf den Einsatz von gebündelten Lasern, die neben Flugkörpern sogar Artilleriegeschosse abwehren sollen. Ein Beispiel hierfür ist die Weiterentwicklung der Phalanx-Technologie zum Laser Area Defense System.
Der Einsatz von Täuschkörpern wie Düppeln (Radartäuschkörpern) oder Flares (Infrarottäuschkörpern) soll den Flugkörper dazu verleiten, anstelle des Schiffes ein Scheinziel anzugreifen. Auch der Einsatz von Mitteln der Elektronischen Kampfführung (EloKa) ist üblich, um die Elektronik der Waffe zu stören. Infrarotsensoren können auch durch Laser geblendet werden. Auf kleineren Einheiten wie den Raketenschnellbooten der Osa-Klasse ist auch der Schlepp von Radarködern vorgesehen, auf die der Beschuss gelenkt werden soll.
In den letzten Jahren wird darüber hinaus die Stealth-Technologie auch im Kriegsschiffbau immer wichtiger, bei der potentiellen Angreifern die (Radar-)Ortung von Schiffen erschwert wird (Tarnkappenschiff).
Die Erfahrung mit dem Einsatz von Seezielflugkörpern hat auch zu einem Ausbau von Feuerlösch- und Brandbekämpfungssystemen an Bord von Schiffen geführt. Beispielsweise geht vom Treibstoff der Flugkörper beim Einschlag eine Gefahr aus; so war die auf die Sheffield im Falklandkrieg abgefeuerte Exocet zwar ein Blindgänger, da der Sprengkopf nicht detonierte. Jedoch verursachte der verbliebene Resttreibstoff einen Brand, der außer Kontrolle geriet und schließlich zur Aufgabe des Schiffes führte. Ähnliches geschah 1987 beim Untergang der Musson, als bei einer Übung eine SS-N-2 ohne Sprengkopf in eine Korvette einschlug und diese schließlich sank. Moderne Brandbekämpfungssysteme basieren auf einer Flutung der betroffenen Räume mit Inertgasen oder Halonen. Weiterhin werden neuerdings auf Schiffen vermehrt schwer entflammbare Materialien verwendet.

## Wichtige Typen

### NATO
Die wichtigsten Vertreter unter den Seezielflugkörpern sind im Bereich der NATO:
- Exocet (Frankreich)
- AGM-84 Harpoon (USA)
- AS.34 Kormoran (Deutschland)
- AS.15TT (Frankreich)
- BGM-109 Tomahawk (USA)
- AGM-119 Penguin (Norwegen)
- Sea Skua (Großbritannien)
- Sea Eagle (Großbritannien)
- Marte (Italien)
- Naval Strike Missile (Norwegen)
- Otomat (Italien / Frankreich)
- Atmaca (Türkei)
- SOM-C (Türkei)

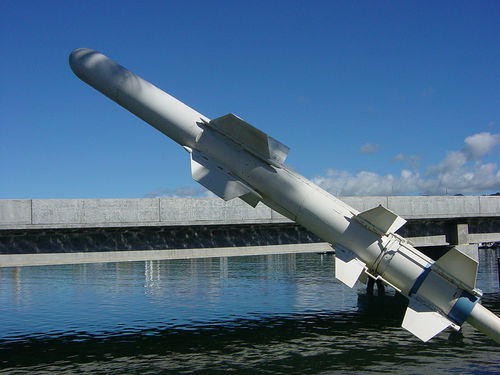
AGM-84-Harpoon-Flugkörper

- SuperSonic Strike Missile (3SM) Tyrfing (Norwegen und Deutschland)[6]

### Sowjetunion/Russland
Die folgenden Typen sind bekannt (geordnet nach NATO-Codename; die Originalbezeichnung ist in Klammern dahintergesetzt):
- AS-1 Kennel (KS-1)
- AS-2 Kipper (K-10S)
- AS-4 Kitchen (Ch-22)
- AS-5 Kelt (KSR-2)
- AS-6 Kingfish (Ch-26)
- SS-N-1 Scrubber (P-1)
- SS-N-2 Styx (4K40/4K51)
- SS-N-3 Shaddock (R-35/4K44/3M44 and 4K95)
- SS-N-7 Starbright (4M66)
- SS-N-9 Siren (4K85)
- SS-N-12 Sandbox (4K77/4K80)
- SS-N-19 Shipwreck (3M45)
- SS-N-22 Sunburn (3M80)
- SS-N-25 Switchblade (3M24)
- SS-N-26 Strobile (3M55 Yachont)
- SS-N-27 Sizzler (3M54)
- SS-N-33 Zirkon (3K22)

### China

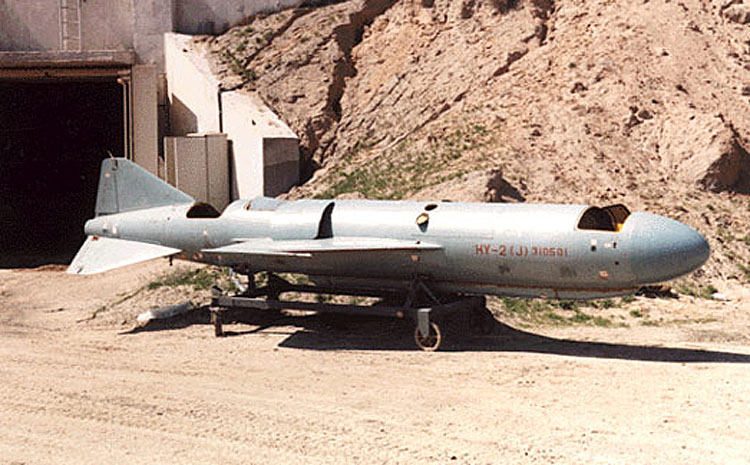
HY-2, SS-N-2-Nachbau

Die Volksrepublik China hat eigene Seezielflugkörper entwickelt und in eine Reihe von Ländern exportiert.
Bekannt ist vor allem, basierend auf der SS-N-2:
- HY-1
- HY-2
- HY-3
- HY-4
- YJ-6
- YJ-62
- YJ-7
- YJ-8
- YJ-91
- C-701
- C-704

### Iran
- Nasr
- Noor
- Qader
- Ghadir

### Japan
- Typ 80 Air-to-Ship Missile (ASM-1)
- Typ 88 Surface-to-Ship Missile (SSM-1)
- Typ 90 Ship-to-Ship Missile (SSM-1B)
- Typ 91 Air-to-Ship Missile (ASM-1C)
- Typ 93 Air-to-Ship Missile (ASM-2)
- Typ 07 Vertical Launch Anti-submarine rocket
- Typ 12 Surface-to-Ship Missile (SSM-1Kai)
- Typ 17 Ship-to-Ship Missile
- ASM-3

### Taiwan

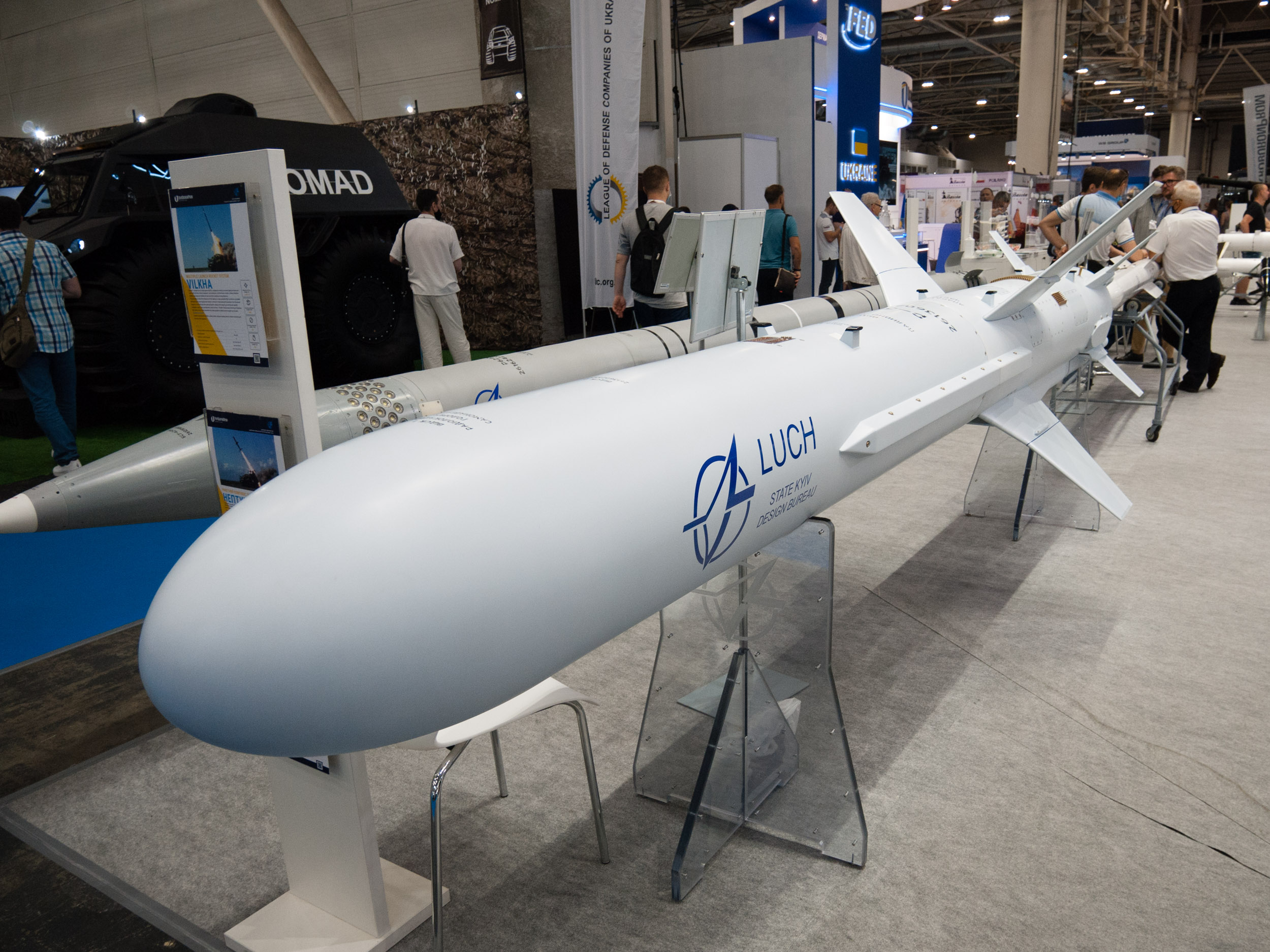
R-360 Neptun (ohne Booster)

- Hsiung Feng I
- Hsiung Feng II
- Hsiung Feng III

### Andere Länder
- Gabriel (Israel)
- BrahMos (Indien/Russland)
- RB 04 (Schweden)
- Robot 08 (Schweden)
- RBS15 (Schweden, Finnland, Kroatien, Polen, Deutschland)
- R-360 Neptun (Ukraine)

### Vergleich
| Name                              | Jahr | Gewicht        | Sprengkopf | Reichweite | Geschwindigkeit  | Antriebsart                          | Startplattform             | Lenkung                               | Land                   | Kommentare                               |
| --------------------------------- | ---- | -------------- | ---------- | ---------- | ---------------- | ------------------------------------ | -------------------------- | ------------------------------------- | ---------------------- | ---------------------------------------- |
| 3M54/T Alpha (SS-N-27 Sizzler)    | 2001 | 1.780 kg       | 200 kg     | 220–530 km | 735–3.675 km/h   | Turbojet & Feststoffraketentriebwerk | Luft, Schiff, U-Boot, Land | INS & aktive Radarzielsuche           | Sowjetunion / Russland |                                          |
| 4K32 KSShch (SS-N-1 Scrubber)     | 1958 | 2.958 kg       | 625 kg     | 40–100 km  | 1.008 km/h       | Turbojet                             | Schiff                     | INS & Funkkommando                    | Sowjetunion            |                                          |
| AGM-65F Maverick                  | 1989 | 287 kg         | 136 kg     | 16–27 km   | 1.150 km/h       | Feststoffraketentriebwerk            | Luft                       | IIR                                   | Vereinigte Staaten     | Einsatz im Zweiten Golfkrieg             |
| AGM-158C LRASM                    | 2018 | 1.050 kg       | 450 kg     | 900 km     | 1101 km/h        | Turbojet                             | Luft, Schiff               | INS/GPS & aktive Radarzielsuche & IIR | Vereinigte Staaten     |                                          |
| AS/SS.12                          | 1960 | 76 kg          | 28 kg      | 7 km       | 370 km/h         | Feststoffraketentriebwerk            | Luft, Schiff               | MCLOS via Draht                       | Frankreich             |                                          |
| AS.15TT                           | 1981 | 96 kg          | 30 kg      | 15 km      | 1.080 km/h       | Feststoffraketentriebwerk            | Luft                       | SARH                                  | Frankreich             | Einsatz bei versch. Konflikten           |
| AS.34 Kormoran 2                  | 1984 | 630 kg         | 235 kg     | 32 km      | 1.100 km/h       | Feststoffraketentriebwerk            | Luft                       | INS & aktive Radarzielsuche           | Deutschland            |                                          |
| ASM-N-2 Bat                       | 1942 | 850 kg         | 454 kg     | 32–37 km   | 260–480 km/h     | Gleitbombe                           | Luft                       | SARH                                  | Vereinigte Staaten     | Einsatz im Zweiten Weltkrieg             |
| Blohm & Voss BV 246               | 1943 | 730 kg         | 435 kg     | 210 km     | 450 km/h         | Gleitbombe                           | Luft                       | manuell via Funkkommando              | Deutsches Reich        | nur Prototyp                             |
| BrahMos                           | 2006 | 3.000 kg       | 300 kg     | 290 km     | 3.675 km/h       | Staustrahltriebwerk                  | Luft, Schiff, Land         | INS & aktive Radarzielsuche           | Russland & Indien      |                                          |
| Ch-22 Burja (AS-4 Kitchen)        | 1962 | 5.635 kg       | 950 kg     | 400–500 km | 4.075 km/h       | Flüssigkeitsraketentriebwerk         | Luft                       | INS & aktive Radarzielsuche           | Sowjetunion            | Einsatz im Ersten Golfkrieg              |
| Ch-26 (AS-6 Kingfish)             | 1973 | 3.950 kg       | 900 kg     | 400–700 km | 3.595 km/h       | Flüssigkeitsraketentriebwerk         | Luft                       | INS & aktive Radarzielsuche           | Sowjetunion            |                                          |
| Ch-31A/AM (AS-17 Krypton)         | 1988 | 715 kg         | 110 kg     | 160 km     | 3.235–5.395 km/h | Staustrahltriebwerk                  | Luft                       | INS & aktive Radarzielsuche           | Sowjetunion / Russland |                                          |
| Ch-35 (AS-20 Kayak)               | 1995 | 630 kg         | 145 kg     | 130 km     | 1.050 km/h       | Turbojet                             | Schiff, Luft, Land         | INS & aktive Radarzielsuche           | Sowjetunion / Russland |                                          |
| Ch-59MA/MK (AS-18 Kazzo)          | 1994 | 960 kg         | 315 kg     | 150–200 km | 865–1.045 km/h   | Turbojet                             | Luft                       | INS & aktive Radarzielsuche           | Sowjetunion / Russland |                                          |
| Exocet Block 1                    | 1979 | 670 kg         | 165 kg     | 70 km      | 1.120 km/h       | Feststoffraketentriebwerk            | Luft, Schiff, U-Boot, Land | INS & aktive Radarzielsuche           | Frankreich             | Einsatz bei versch. Konflikten           |
| Exocet Block 3                    | 2008 | 780 kg         | 165 kg     | 200 km     | 840–1.080 km/h   | Turbojet                             | Luft, Schiff               | INS/GPS & aktive Radarzielsuche       | Frankreich             |                                          |
| Fritz X                           | 1943 | 1570 kg        | 320 kg     | 5 km       | 1.235 km/h       | Gleitbombe                           | Luft                       | manuell via Funkkommando              | Deutsches Reich        | Einsatz im Zweiten Weltkrieg             |
| Gabriel Mk.II                     | 1962 | 522 kg         | 150 kg     | 36 km      | 780–840 km/h     | Feststoffraketentriebwerk            | Luft, Schiff               | INS & aktive Radarzielsuche           | Israel                 | Einsatz im Jom-Kippur-Krieg              |
| Gabriel Mk.IV                     | 1999 | 960 kg         | 240 kg     | 200 km     | 1.050 km/h       | Turbojet                             | Luft, Schiff               | INS & aktive Radarzielsuche           | Israel                 |                                          |
| Haeseong-I (SSM-700K)             | 2004 | 718 kg         | 250 kg     | 150 km     | 1.015 km/h       | Turbojet                             | Schiff, Land               | INS & aktive Radarzielsuche           | Südkorea               |                                          |
| Henschel Hs 293                   | 1943 | 1.045 kg       | 295 kg     | 18 km      | 950 km/h         | Flüssigkeitsraketentriebwerk         | Luft                       | manuell via Funkkommando              | Deutsches Reich        | Einsatz im Zweiten Weltkrieg             |
| Hsiung Feng I                     | 1978 | 538 kg         | 150 kg     | 40 km      | 1.000 km/h       | Feststoffraketentriebwerk            | Luft, Schiff               | INS & SARH                            | Taiwan                 |                                          |
| Hsiung Feng II                    | 1992 | 685 kg         | 180 kg     | 80 km      | 850 km/h         | Turbojet                             | Luft, Schiff               | INS/GPS & aktive Radarzielsuche & IR  | Taiwan                 |                                          |
| Hsiung Feng III                   | 2005 | 1.496 kg       | 225 kg     | 150–200 km | 3.000–3.500 km/h | Staustrahltriebwerk                  | Luft, Schiff               | INS/GPS & aktive Radarzielsuche       | Taiwan                 |                                          |
| HY-1 (CSS-C-2 Silkworm)           | 1987 | 2.300 kg       | 513 kg     | 85 km      | 960 km/h         | Flüssigkeitsraketentriebwerk         | Luft, Schiff, Land         | INS & aktive Radarzielsuche           | Volksrepublik China    | weiterentwickelte P-15 Termit            |
| HY-2                              | 1988 | 2.998 kg       | 513 kg     | 200 km     | 960 km/h         | Flüssigkeitsraketentriebwerk         | Luft, Schiff, Land         | INS & aktive Radarzielsuche           | Volksrepublik China    | weiterentwickelte P-15 Termit            |
| HY-3/C-301 (CSS-C-6 Sawhorse)     | 1989 | 3.400 kg       | 300–500 kg | 180 km     | 3.000 km/h       | Flüssigkeitsraketentriebwerk         | Luft, Schiff, Land         | INS & aktive Radarzielsuche           | Volksrepublik China    |                                          |
| HY-4/C-201 (CSS-C-3 Seersucker)   | 1989 | 1.740 kg       | 300–500 kg | 135–200 km | 960–1.000 km/h   | Turbojet                             | Luft, Schiff, Land         | INS & aktive Radarzielsuche           | Volksrepublik China    |                                          |
| I-go Type 1                       | 1945 | 1.400 kg       | 800 kg     | 10 km      | 950 km/h         | Flüssigkeitsraketentriebwerk         | Luft                       | manuell via Funkkommando              | Japan                  | Prototyp                                 |
| I-go Type 2                       | 1945 | 650 kg         | 300 kg     | 12 km      | 950 km/h         | Flüssigkeitsraketentriebwerk         | Luft                       | manuell via Funkkommando              | Japan                  | Prototyp                                 |
| I-go Type 3                       | 1945 | ?              | 600 kg     | 10–15 km   | 950–1.000 km/h   | Gleitbombe                           | Luft                       | IR                                    | Japan                  | Prototyp                                 |
| K-10S (AS-2 Kipper)               | 1961 | 4.200 kg       | 1.000 kg   | 260 km     | 1.440 km/h       | Turbojet                             | Luft                       | INS & aktive Radarzielsuche           | Sowjetunion            | Einsatz im Jom-Kippur-Krieg              |
| KS-1 „Komet“ (AS-1 Kennel)        | 1953 | 2.735 kg       | 600 kg     | 95–180 km  | 1.080 km/h       | Turbofan                             | Luft                       | INS & SARH                            | Sowjetunion            |                                          |
| KSR-2 (AS-5 Kelt)                 | 1962 | 4.077 kg       | 850 kg     | 250 km     | 1.250 km/h       | Flüssigkeitsraketentriebwerk         | Luft                       | INS & aktive Radarzielsuche           | Sowjetunion            | Einsatz bei versch. Konflikten           |
| Marte Mk. 2                       | 1987 | 300 kg         | 70 kg      | 25 km      | 900 km/h         | Feststoffraketentriebwerk            | Luft, Schiff               | INS & aktive Radarzielsuche           | Italien                | Einsatz bei versch. Konflikten           |
| Naval Strike Missile              | 2012 | 345–407 kg     | 125 kg     | 185 km     | 1.100 km/h       | Turbojet                             | Luft, Schiff               | INS/GPS & aktive IIR                  | Norwegen               |                                          |
| Otomat                            | 1977 | 770 kg         | 210 kg     | 180 km     | 1.116 km/h       | Turbojet                             | Schiff, Land               | INS & aktive Radarzielsuche           | Italien                |                                          |
| P-5/6 Pjatjorka (SS-N-3 Shaddock) | 1959 | 4.500 kg       | 630–800 kg | 300–650 km | 1.435–1.780 km/h | Turbojet                             | Schiff, U-Boot, Land       | INS & aktive Radarzielsuche           | Sowjetunion            |                                          |
| P-15 Termit (SS-N-2 Styx)         | 1958 | 2.500 kg       | 513 kg     | 40–85 km   | 1.080 km/h       | Flüssigkeitsraketentriebwerk         | Schiff, Land               | INS & aktive Radarzielsuche / IR      | Sowjetunion            | Einsatz bei versch. Konflikten           |
| P-70 Ametist (SS-N-7 Starbright)  | 1968 | 3.375 kg       | 840 kg     | 65 km      | 1.050 km/h       | Feststoffraketentriebwerk            | U-Boot                     | INS & aktive Radarzielsuche           | Sowjetunion            |                                          |
| P-120 Malachit (SS-N-9 Siren)     | 1972 | 3.000 kg       | 530 kg     | 110 km     | 1.100 km/h       | Feststoffraketentriebwerk            | Schiff, U-Boot             | INS & aktive Radarzielsuche / IR      | Sowjetunion            |                                          |
| P-270 Moskit (SS-N-22 Sunburn)    | 1981 | 4.150 kg       | 320 kg     | 120–160 km | 3.600 km/h       | Staustrahltriebwerk                  | Schiff, Luft, Land         | INS & aktive Radarzielsuche           | Sowjetunion            |                                          |
| P-500 Basalt (SS-N-12 Sandbox)    | 1975 | 4.800 kg       | 1.000 kg   | 550 km     | 3.000 km/h       | Turbojet                             | Schiff, U-Boot             | INS & aktive Radarzielsuche           | Sowjetunion            |                                          |
| P-700 Granit (SS-N-19 Shipwreck)  | 1983 | 7.360 kg       | 750 kg     | 700 km     | 2.700 km/h       | Staustrahltriebwerk                  | Schiff, U-Boot             | INS & aktive Radarzielsuche           | Sowjetunion            |                                          |
| P-800 Oniks (SS-N-26 Strobile)    | 1998 | 3.000 kg       | 200 kg     | 300 km     | 3.600 km/h       | Staustrahltriebwerk                  | Luft, Schiff, Land         | INS & aktive Radarzielsuche           | Sowjetunion / Russland | Einsatz im Bürgerkrieg in Syrien         |
| Penguin Mk. 3                     | 1987 | 370 kg         | 120 kg     | +55 km     | 1.100 km/h       | Feststoffraketentriebwerk            | Luft, Schiff, Land         | INS & IIR                             | Norwegen               |                                          |
| R/U/AGM-84 Harpoon                | 1977 | 520–725 kg     | 221 kg     | 93–315 km  | 1.020 km/h       | Turbojet                             | Luft, Schiff, U-Boot, Land | INS & aktive Radarzielsuche           | Vereinigte Staaten     | Einsatz im Zweiten Golfkrieg             |
| R/UGM-109B Tomahawk TASM          | 1983 | 1.120–1.450 kg | 454 kg     | 460 km     | 880 km/h         | Turbofan                             | Schiff, U-Boot             | INS & aktive Radarzielsuche           | Vereinigte Staaten     |                                          |
| RB-04                             | 1962 | 600 kg         | 300 kg     | 32 km      | 1.050 km/h       | Feststoffraketentriebwerk            | Luft                       | aktive Radarzielsuche                 | Schweden               |                                          |
| RB-08                             | 1966 | 900 kg         | 300 kg     | 70 km      | 900 km/h         | Turbojet                             | Schiff, Land               | INS & aktive Radarzielsuche           | Schweden               |                                          |
| RBS-15                            | 1985 | 630–805 kg     | 200 kg     | +200 km    | 1.100 km/h       | Turbojet                             | Luft, Schiff, Land         | INS & aktive Radarzielsuche           | Schweden               |                                          |
| Sea Eagle                         | 1981 | 600 kg         | 230 kg     | 110 km     | 1.000 km/h       | Turbojet                             | Luft                       | INS & aktive Radarzielsuche           | Vereinigtes Königreich |                                          |
| Sea Skua                          | 1981 | 147 kg         | 28 kg      | 25 km      | 950–1.050 km/h   | Feststoffraketentriebwerk            | Luft, Schiff               | SARH                                  | Vereinigtes Königreich | Einsatz bei versch. Konflikten           |
| SY-1/YJ-6 (CAS-1 Kraken)          | 1985 | 2.095 kg       | 513 kg     | 150 km     | 960 km/h         | Flüssigkeitsraketentriebwerk         | Luft, Schiff, Land         | INS & aktive Radarzielsuche           | Volksrepublik China    | weiterentwickelte P-15 Termit            |
| Typ 80 ASM                        | 1982 | 600 kg         | 150 kg     | 50 km      | 1.020 km/h       | Feststoffraketentriebwerk            | Luft                       | INS & IR                              | Japan                  |                                          |
| Typ 91 ASM                        | 1991 | 510 kg         | 260 kg     | 150 km     | 840 km/h         | Turbojet                             | Luft                       | INS & aktive Radarzielsuche           | Japan                  |                                          |
| Typ 93 ASM                        | 1993 | 530 kg         | 250 kg     | 170 km     | 840 km/h         | Turbojet                             | Luft                       | INS & IIR                             | Japan                  |                                          |
| YJ-1/C-801 (CSS-N-4 Sardine)      | 1987 | 655 kg         | 165 kg     | 40–50 km   | 1.080 km/h       | Feststoffraketentriebwerk            | Luft, Schiff, U-Boot, Land | INS & aktive Radarzielsuche           | Volksrepublik China    | Einsatz bei versch. Konflikten           |
| YJ-2/C-802 (CSS-N-8 Saccade)      | 1995 | 555 kg         | 165 kg     | 120–130 km | 840 km/h         | Turbojet                             | Luft, Schiff, U-Boot, Land | INS & aktive Radarzielsuche           | Volksrepublik China    |                                          |
| YJ-83                             | 1998 | 600 kg         | 190 kg     | 180–200 km | 1.050 km/h       | Turbojet                             | Luft, Schiff, Land         | INS & aktive Radarzielsuche           | Volksrepublik China    |                                          |
| XASM-3                            | 2018 | 900 kg         | ?          | 150–200 km | 3.000 km/h       | Staustrahltriebwerk                  | Luft                       | INS/GPS & aktive Radarzielsuche       | Japan                  |                                          |
| Neptun                            | 2022 | 870 kg         | 150 kg     | 280–300 km | Mach 0,8         | Turbojet                             | Land                       | INS & aktive Radarzielsuche           | Ukraine                | Russischer Überfall auf die Ukraine 2022 |

## Seezielflugkörper mit Landangriffskapazität
Für zahlreiche, ursprünglich nur zur Bekämpfung von Seezielen entwickelte Seezielflugkörper wurden auch Versionen entwickelt, die in der Lage sind, Landziele zu bekämpfen. So können beispielsweise die folgenden Flugkörper Landziele insbesondere in Küstennähe bekämpfen:
- AGM-84 Harpoon Version AGM-84E Standoff Land Attack Missile (SLAM).
- BrahMos
- Exocet Version MM40 Block 3
- Naval Strike Missile
- Otomat Mk 3/NGASM/ULISSE und Mk 2 Block IV
- RBS15 ab Version Mk.3
- SS-N-19 Shipwreck
- SS-N-25 Switchblade Typen 3M24U und Ch-35U
- SS-N-26 Strobile
- SS-N-33 Zirkon
- Typ 80 ASM
- Typ 93 ASM

In umgekehrter zeitlicher Abfolge wurde hingegen beispielsweise der sowjetische Marschflugkörper P-5 (SS-N-3 Shaddock) ab der Version P-5D zu einem Seezielflugkörper weiterentwickelt. Eine Sonderstellung nimmt ferner die BGM-109 Tomahawk ein, bei der die universelle Verwendbarkeit gegen Land- und Seeziele von Anfang an in der Entwicklung berücksichtigt wurde.

## Anmerkung
1. ↑  Siehe dazu den Artikel Henschel Hs 293